# مجله بین‌المللی پرستاری اورژانس
پرستاری اورژانس بین‌المللی (به انگلیسی: International Emergency Nursing) مجله نقد همترازی پرستاری با دسترسی آزاد است که مطالب مربوط به بخش اورژانس را شامل می‌شود. این مجله به صورت سه‌ماهنامه به وسیلهٔ الزویر (Elsevier) و انجمن اروپایی پرستاری اورژانس (European Society of Emergency Nurses) و دانشکده پرستاری اورژانس (Faculty of Emergency Nursing) منتشر می‌شود.
این مجله در سال ۱۹۹۳ با نام پرستاری حوادث و اورژانس پایه‌گذاری شد و نام کنونی از سال ۲۰۰۸ برای این مجله برگزیده شد.